# Fujiwara no Shunzei

Fujiwara no Shunzei (藤原俊成) (1114 - 22 décembre 1204) est un poète et aristocrate japonais, fils de Fujiwara no Toshitada. Il était connu sous le nom de Fujiwara no Toshinari ou de Shakua (釈阿) ; dans ses plus jeunes années, (1123-67), il se présentait comme Akihiro (顕広), mais en 1167, il a changé pour Shunzei.

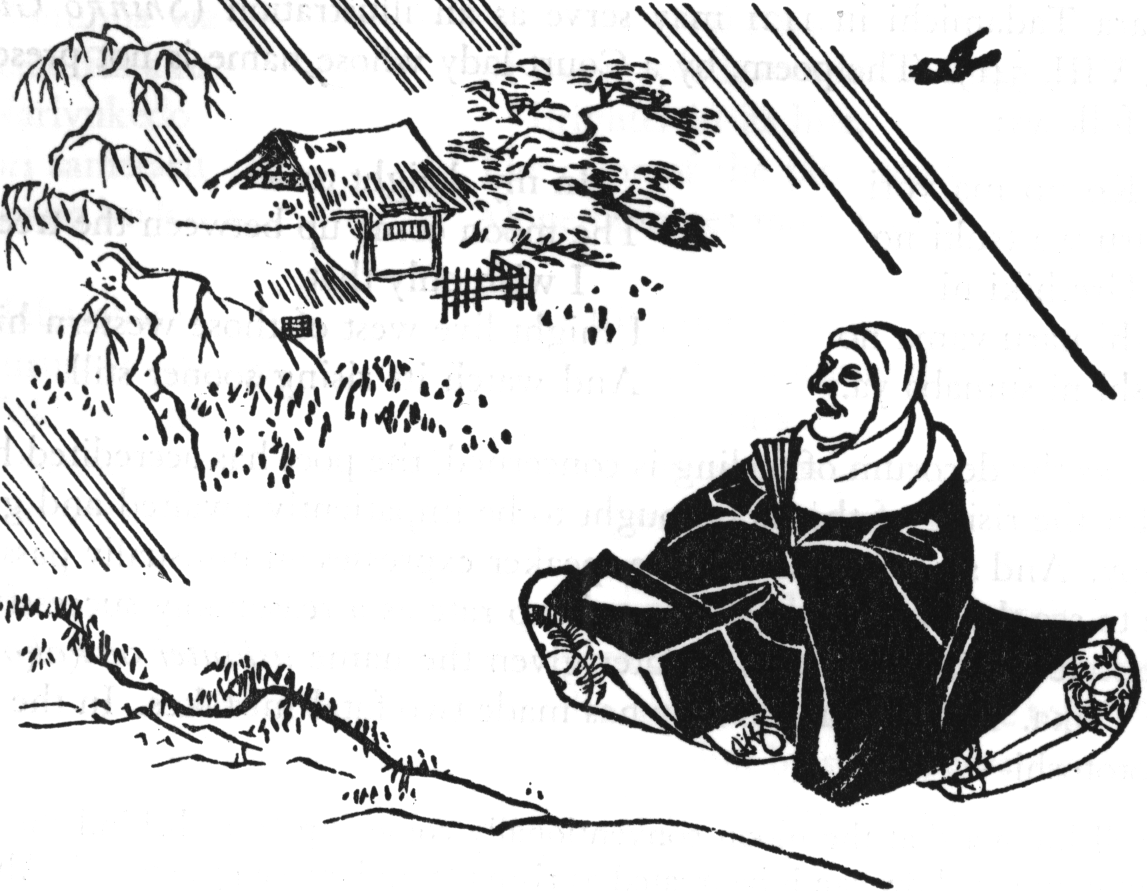
Shunzei récitant un poème.

On le remarque pour ses innovations dans les waka et pour sa compilation Senzai wakashū commandée par l'empereur à la retraite Go-Shirakawa.

## Traduction disponible en ligne
Bundy, Roselee (2013), "Beneath the Moss by Fujiwara Shunzei", Transference 1: 1, Article 15.